# Estrilda
Estrilda (conhecidos por Bicos-de-lacre) é um género de pássaros pertencente à família Estrildidae. Contém as seguintes espécies:
- Bico-de-lacre-cauda-vinagre - Estrilda caerulescens
- Bico-de-lacre-cauda-negra - Estrilda perreini
- Bico-de-lacre-são-tomense - Estrilda thomensis
- Bico-de-lacre-tropical  - Estrilda melanotis
- Bico-de-lacre-cabeça-cinzenta - Estrilda paludicola
- Bico-de-lacre-de-anambra - Estrilda poliopareia
- Estrilda ochrogaster
- Bico-de-lacre-face-laranja - Estrilda melpoda
- bico-de-lacre-árabe - Estrilda rufibarba
- Bico-de-lacre-bico-preto - Estrilda rhodopyga
- Bico-de-lacre-cauda-preta - Estrilda troglodytes
- Bico-de-lacre-comum - Estrilda astrild
- Estrilda nigriloris
- Estrilda nonnula
- Bico-de-lacre-cabeça-preta - Estrilda atricapilla
- Bico-de-lacre-faces-pretas - Estrilda erythronotos
- Estrilda charmosyna